# Samuel Mockbee
Samuel Mockbee, Sambo, (23 de diciembre de 1944 - 30 de diciembre de 2001), fue un arquitecto norteamericano y cofundador del programa Auburn University Rural Studio en el Condado de Hale, Alabama.

## Biografía
Samuel Mockbee nació en Meridian, Misisipi. Samuel comenzó su carrera como arquitecto formando despacho junto a Coleman Coker con quien destacó durante 15 años por su particular forma de realizar una arquitectura regionalista y vernácula. Pero tras esos años Samuel Mockbee sintió que la arquitectura y particularmente la arquitectura norteamericana se estaba olvidando de lo verdaderamente importante que es dar un servicio a las personas, es decir, tener un carácter eminentemente social y pasando a ser simples edificios cada vez más influenciados por las nuevas tecnologías y la economía global. Por ello abandonó su estudio y se trasladó a Hale un pequeño condado en el centro de la América profunda en el corazón de Alabama, un territorio dominado aun por los latifundios y que conserva todavía un aire confederado. Ahí Samuel decidió fundar junto a D.K. Ruth, su Rural Studio para proyectar y construir edificaciones modestas para personas con escasos recursos a partir de materiales reciclados.
En 1992 consiguió el apoyo de la Universidad de Auburn y con 12 alumnos de estas universidad comenzó a diseñar edificios con un marcado carácter regionalista pero con materiales reciclados y contemporáneos. De esta manera se ha ido plagando el condado de Hale de edificios de formas vernáculas pero de estructuras inventivas a partir de materiales baratos o reciclados para las personas más necesitadas.
A partir de ahí cada año 15 alumnos de la universidad de Auburn acompañaban a Samuel Mockbee a su Rural Studio para diseñar y construir estas edificaciones.
En el año 1998 a Samuel se le diagnosticó leucemia de la que a pesar del trasplante de médula que se le efectuó con la donación de su hermana falleció 3 años más tarde.
Después de su muerte Andrew Freears un inglés proveniente de la AIA londinense continuó con su labor al frente del Rural Studio dándole nuevo vigor a esta iniciativa y aumentando su volumen de encargos y ampliando también la localización de éstos. 

## Galardones
- Premio de la Fundación MacArthur Genius Grant.
- En el año 2004 recibió la medalla de Oro póstuma del Instituto Americano de Arquitectos (AIA), por su carrera como arquitecto, a este premio también fue nominado el año anterior.
- En 2002 su trabajo es seleccionado para ser expuesto en la Biennal del Withney Museum of Art.